# 무극 (영화)
"무극"(無極, 영어: Promise)은 2005년의 중국 · 미국 · 한국 합작에 의한 고대 판타지 영화. 일본에서는 2006년 2월 11일에 개봉되었다. 골든 글로브 외국어 영화상에 노미네이트 되었다.
중국에서 촬영 당시, 환경 파괴나 패러디 작품이 나도는 등의 문제가 있었다 (후술).

## 줄거리
무대는 "3000년 이전의 미래" 전쟁으로 부모를 잃고 절망 상황에 놓인 소녀 앞에 운명을 관장하는 여신 만신이 나타난다. 소녀에게 "원하는 것은 무엇이든 손에 넣을 수 있다"고 약속을 하지만, "그 대신에 "진정한 사랑은 얻을 수 없다"고 말했다. 고개를 끄덕인 소녀는 몇 년 후, 세계에서 가장 아름다운 왕비 경국이 되어있었다.
한편, 반란 세력에게서 왕을 지키기 위해 대장군 광명은 천하의 준족(俊足)인 노예  곤륜과 성으로 향하고 있었다.
성에서 왕의 심복인 후작 무환이 이런 저런 방법을 사용하여 경국을 손에 넣으려고 하고 있었다. 자객 악마 늑대가 발사되었지만, 악마 늑대와 곤륜은 모두 "빙설의 땅 (스노우 랜드)"의 사람이었기 때문에 곤륜을 도망치게 하고 자신이 입고 있던 '검은 옷'을 줘버렸다. 시공간을 넘어 죽음마저 초월할 수 있는 '검은 옷' 없이는 귀랑은 죽고 만다.
'검은 옷' 을 두른 곤륜은 운명을 벗어나기 위해 만신과 약속한 '그 때'로 경국을 되돌리기 위해 달린다.

## 캐스팅
| 역할의 이름 | 배우            | 일본어 버전 1     | 일본어 버전 2     |
| ----------- | --------------- | ----------------- | ----------------- |
| 광명(光明)  | 사나다 히로유키 | 사나다 히로유키   | 사나다 히로유키   |
| 곤륜 (崑崙) | 장동건          | 미야우치 아츠시   | 도치 히로키       |
| 경국(傾国)  | 장바이즈        | 사카모토 마아야   | 카토 닌           |
| 무환(無歓)  | 사정봉          | 우치다 유야       | 히라카와 다이스케 |
| 귀랑(鬼狼)  | 리우 예수       | 키노시타 히로유키 | 오오츠카 호추     |
| 만신(満神)  | 첸 홍           | 기 료코           | 다나카 아츠코     |
| 왕(王)      | 치엔 청         |                   |                   |

- 일본어 버전 1: DVD 판

- 일본어 버전 2: 아사히 제작 판. 2007년 7월 22일 "일요일 양화 극장 "에서 방송.

## 환경 파괴와 패러디 작품
2006년 5월 9일, 절강 성 항주 시에서 열렸다. '도시·관광지 물 환경 정비 국제 포럼"의 석상에서 건설부 츄바오싱(仇保興) 부부장이 2004년 6월, 운남 샹그릴라 현의 피구텐츠(碧沽天池)에서 촬영 중에 천지에 100개 이상의 말뚝을 박거나, 촬영 후 도시락이나 플라스틱 등을 버린 상태로 세트의 일부도 그대로 남아있는 등, 환경파괴의 확산에 대해 언급했다.
이는 중국의 여러 매체에 크게 보도되고, 시나 닷컴 등으로 특집 페이지가 등장했다. 이에 첸 카이거 감독의 아내이자 프로듀서 첸홍이 직원은 "오해다. 악천후 등으로 아직 치유되지 않은 뿐이다"고 반박하였다. 이 반론에 대해 네티즌을 중심으로 "제국 시대 버전", "푸 판" 등의 패러디 작품이 나돌았다. 그 중에서도 프리랜서 디렉터인 후거가 인터넷에 발표한 "一個饅頭引発的血案"은 본작과 CCTV의 '중국 법치 보도'를 소재로 한 것으로, 소송 소동이 일어나는 등 사회 문제가 되었다.